# Polanie (gra komputerowa)
Polanie – strategiczna gra czasu rzeczywistego wyprodukowana przez MDF, a wydana przez przedsiębiorstwo User w 1996 roku na sześciu dyskietkach 3,5 cala, a rok później na płycie kompaktowej. Grę stworzyli studenci krakowskiej AGH w amatorskich warunkach. Została nagrodzona „Złotym PlayBoxem” na targach PlayBox ’96 dla najlepszej premiery targów.
W roku 2003 wydano kontynuację gry – Polanie II. Planowana kontynuacja (Polanie III) została wydana jako fabularna gra akcji Two Worlds.

## Rozgrywka
Gracz wciela się w przywódcę wioski Polan, Mirka, który po powrocie z wyprawy wojennej zastaje jedynie jej zgliszcza. Poprzysięga zemstę na wrogich plemionach. Kampania fabularna gry składa się z 25 misji.
Charakterystycznym elementem ekonomii gry jest oparcie jej na mleku jako zasobie. Mleko produkują krowy, żywiące się trawą i wracające do obory na wydojenie.

### Wersja na płycie kompaktowej
Wersja gry wydana na płycie kompaktowej jest rozszerzeniem poprzedniej wersji. W grze pojawiły się nowe jednostki, a także dodatkowe kampanie:
- Przyjaciele – 4 misje
- Porwanie – 5 misji
- Wojna magów
- Wschodnia Pożoga
- Południe w ogniu – 6 misji

## Remake
W połowie 2014 roku pojawiła się informacja o produkcji odświeżonej wersji Polan. Grę udostępniono w wersji beta na platformie mobilnej Android, jednak w lutym 2018 poinformowano o wstrzymaniu prac nad grą.

## Odbiór
Marcin Borkowski w recenzji dla czasopisma „Top Secret” chwalił staranność wykonania gry, której nie ujmują ani warunki jej tworzenia ani oprawa graficzna, która była słabsza od produkcji zachodnich. Dariusz Góralski w recenzji dla „Secret Service” wyraził zdziwienie, że to dopiero pierwsza gra RTS polskiej produkcji, gdyż ten gatunek nie wymaga „fajerwerków i digitalizowanych filmików”, chwaląc produkcję za dojrzałe podejście do odbiorcy. „CD-Action” okrzyknął Polan „Warcraftem nad Wisłą”; o podobieństwie produkcji pisał też w wyżej wspomnianej recenzji Borkowski.
Recenzent magazynu „Secret Service” przyznał grze ocenę 75%, chwaląc między innymi wymagający poziom trudności.